# جنگ نیابتی

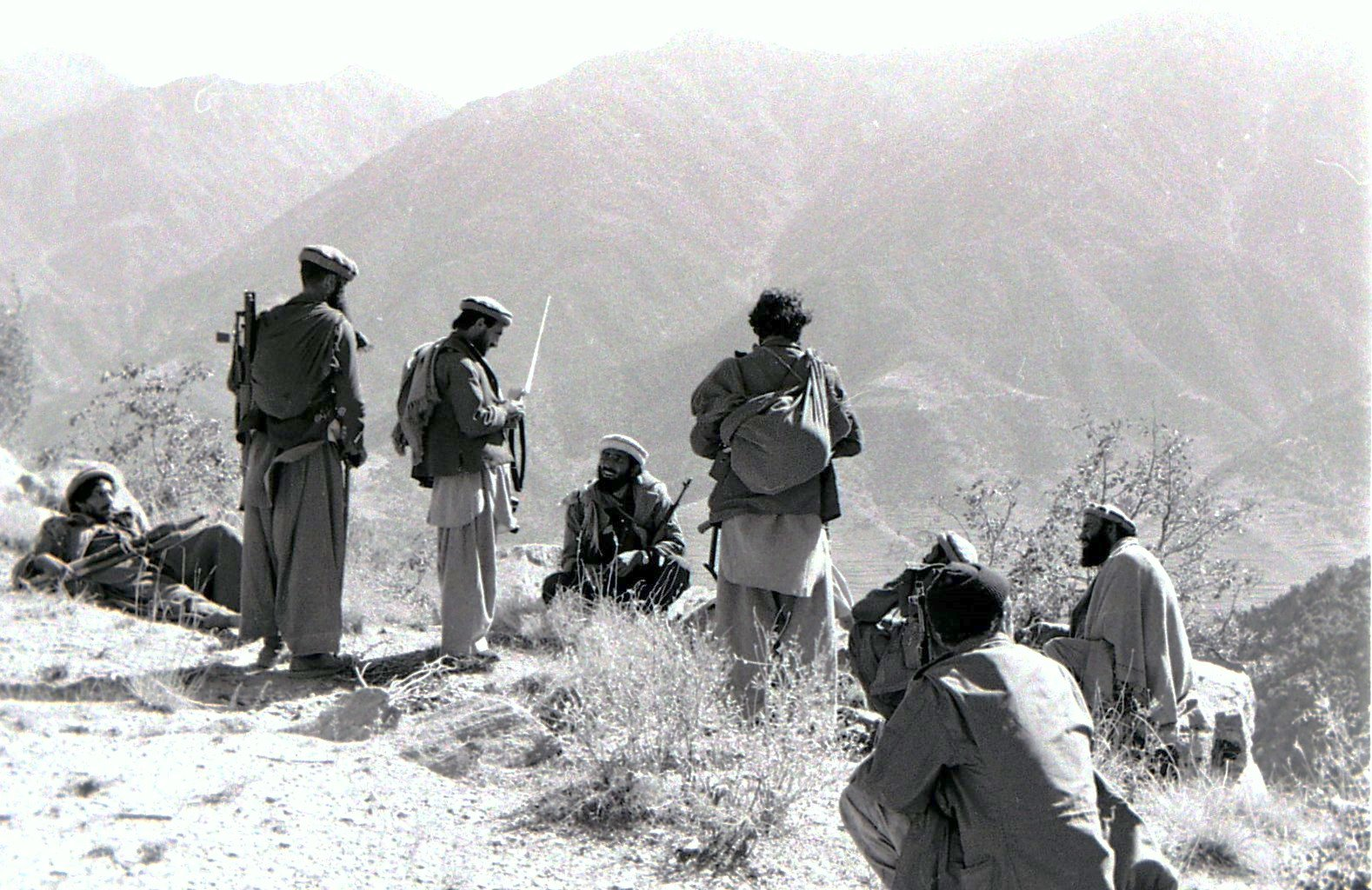
مبارزه مجاهدین افغان با نیروهای شوروی بین سال‌های ۱۹۸۹–۱۹۷۹، نمونه‌ای از جنگ نیابتی

جنگ نیابتی، جنگ واسطه‌ای یا جنگ وکالتی (به انگلیسی: proxy war) وضعیتی است که در آن قدرت‌های درگیر به جای اینکه مستقیماً وارد جنگ با یکدیگر شوند با حمایت‌های مالی، تسلیحاتی و تبلیغاتی از کشورها یا گروه‌های مسلح دیگری که با قدرت مقابل یا متحدین آن در جنگند، سعی در تضعیف آن قدرت یا فشار بر آن می‌نمایند.
در بسیاری از موارد به علت توان بالای نظامی قدرت‌های اصلی، درگیری نظامی مستقیم آن‌ها با یکدیگر می‌تواند هزینه‌های سیاسی، اقتصادی و انسانی بالایی را برای هر دو طرف در پی داشته باشد و از این رو طرفین تلاش می‌کنند که بدون وارد شدن به جنگ تمام عیار از طریق حمایت از گروه‌ها و دولت‌های ثالث به طرف مقابل ضربه بزنند.
در موارد دیگری ممکن است دو قدرت اصلی به جنگ مستقیم با یکدیگر مشغول شده باشند، اما همزمان در مناطق دیگری با حمایت از گروه‌ها و کشورهای ثالث به جنگ نیابتی با قدرت مقابل نیز بپردازند. جنگ نیابتی خالص تقریباً وجود ندارد، زیرا گروه‌هایی که با یک کشور خاص در جنگ هستند معمولاً به دنبال منافع و هدف‌های خاص خود هستند که ممکن است با منافع و هدف‌های کشور حامی آن‌ها یکی نباشد.
معمولاً بیشترین کاربرد جنگ‌های نیابتی در دوران‌های جنگ سرد است، زیرا به این وسیله می‌توان بدون درگیری مستقیم با قدرت مقابل و ورود در یک جنگ بزرگ و بسیار پرهزینه، به فشار بر قدرت مقابل ادامه داد.

## دلایل
کشورها و قدرت‌های نظامی ممکن است تصمیم بگیرند که دشمنان خود را به روشی همه‌جانبه مورد حمله قرار ندهند و در عوض به چند دلیل جنگ‌های نیابتی به راه بیندازند:
1. محدود کردن دخالت مستقیم: مداخله نظامی مستقیم می‌تواند منجر به تلفات قابل توجه، هزینه‌های اقتصادی و انزوای بین‌المللی شود. با راه اندازی جنگ‌های نیابتی، کشورها می‌توانند از دخالت مستقیم در درگیری‌ها اجتناب کنند و در عین حال به اهداف استراتژیک خود دست یابند.
2. حفظ قابلیت انکار: جنگ‌های نیابتی به کشورها این امکان را می‌دهد که با حمایت از یک شخص ثالث، انکار را حفظ کنند، نه اینکه مستقیماً خودشان درگیر نبرد باشند. این می‌تواند به کشورها کمک کند تا از محکومیت بین‌المللی یا تشدید درگیری اجتناب کنند.
3. کاهش خطرات: جنگ‌های نیابتی می‌توانند کمتر از مداخله مستقیم نظامی خطرآفرین باشند، زیرا خطرات و تلفات توسط نیروهای نیابتی به جای ارتش خود کشور متحمل می‌شوند. این می‌تواند جنگ‌های نیابتی را به گزینه ای جذاب تر برای کشورهایی تبدیل کند که به دنبال دستیابی به اهداف استراتژیک بدون خطر قابل توجه هستند.
4. حفظ منابع: مداخله مستقیم نظامی هم از نظر منابع و هم از نظر سرمایه سیاسی می‌تواند پرهزینه باشد. با به راه انداختن جنگ‌های نیابتی، کشورها می‌توانند منابع را حفظ کرده و آنها را بر سایر اولویت‌های استراتژیک متمرکز کنند.
5. اجتناب از تشدید تنش: مداخله نظامی مستقیم می‌تواند منجر به تشدید درگیری شود و به‌طور بالقوه کشورهای دیگر منطقه را درگیر کند. با راه اندازی جنگ‌های نیابتی به جای مداخله مستقیم نظامی، کشورها می‌توانند از تشدید تنش جلوگیری کرده و از درگیری‌های منطقه ای گسترده‌تر جلوگیری کنند.
6. حفاظت از متحدان: از جنگ‌های نیابتی می‌توان برای حمایت از متحدانی که با تهدید نیروهای متخاصم مواجه هستند، استفاده کرد. با ارائه پشتیبانی از طریق نیروهای نیابتی به جای مداخله مستقیم نظامی، کشورها می‌توانند به محافظت از متحدان خود بدون خطر دخالت مستقیم در درگیری کمک کنند.

## مثال‌ها

### جنگ داخلی اسپانیا
جنگ داخلی اسپانیا از نمونه‌های مشهوری است که می‌توان در آن الگوهای جنگ نیابتی را به خوبی مشاهده کرد. این جنگ که بین سوسیالیست‌ها و آنارشیست‌های هوادار جمهوری دوم اسپانیا از یک سو و ناسیونالیست‌ها و سلطنت‌طلبان به رهبری فرانسیسکو فرانکو از سوی دیگر آغاز شد به زودی منجر به حمایت آلمان نازی و ایتالیای فاشیست از ملی‌گرایان و اتحاد جماهیر شوروی از جمهوری‌خواهان شد.

### جنگ سرد
جنگ‌های نیابتی در طول جنگ سرد امری معمول بود، زیرا دو ابرقدرت (یعنی ایالات متحده آمریکا و اتحاد جماهیر شوروی) به علت ترس از بروز جنگ هسته‌ای تمایلی به درگیری مستقیم با یکدیگر نداشتند و به جای آن به منظور افزایش دامنه نفوذ خود به حمایت از واسطه‌های خود در جنگ‌هایی نظیر افغانستان، آنگولا، کره، ویتنام و نیز در خاورمیانه و آمریکای لاتین می‌پرداختند.

### جنگ کره
در جنگ کره که از ۱۹۵۰ تا ۱۹۵۳ طول کشید جمهوری خلق چین و اتحاد جماهیر شوروی از کمونیست‌ها در شمال در مقابل نیروهای سازمان ملل به رهبری آمریکا حمایت می‌کردند. شوروی به‌طور مستقیم وارد این درگیری نشد، اما چین هزاران سرباز را در حمایت از کره شمالی به جبهه‌های جنگ فرستاد.

### جنگ ویتنام
در جنگ ویتنام شوروی و کشورهای کمونیستی از چریک‌های ویت کنگ و دولت ویتنام شمالی در مقابل ویتنام جنوبی و متحدان آن از جمله آمریکا حمایت می‌کردند. آمریکا با اعزام صدها هزار سرباز خود نیز به‌طور مستقیم وارد این منازعه شد.

### جنگ نیابتی ایران و اسرائیل
این جنگ برخی اوقات جنگ سرد بین ایران و اسرائیل گفته می‌شود. ایران از طریق گروه‌های مسلح ضداسرائیلی از جمله حزب‌الله لبنان، حماس و جهاد اسلامی فلسطین از جنگ در مقابل اسرائیل و تضعیف کردن قدرت آن حمایت می‌کند و اسرائیل از طریق گروه‌های شورشی ضدایرانی از جمله مجاهدین خلق و جندالله از جنگ در مقابل ایران و تضعیف کردن قدرتش حمایت می‌کند.

### جنگ داخلی سوریه
جنگ داخلی سوریه را می‌توان یک جنگ نیابتی دانست که در آن قدرت‌های جهانی و منطقه‌ای نظیر روسیه و ایران با حمایت از دولت بشار اسد و از سویی دیگر، عربستان، قطر، ترکیه، آمریکا، انگلستان و فرانسه و اسرائیل با پشتیبانی از گروه‌های مختلف شورشی، سعی در تضعیف غیرمستقیم دولت‌های رقیب، یا حفظ و افزایش دامنه نفوذ خود در این کشور داشتند.

### جنگ داخلی یمن
جنگ نیابتی ایران با عربستان و هم‌پیمانان نظامی‌اش در کشور یمن.